# Anni Albers
Anni Albers (Berlino, 12 giugno 1899 – Orange, 9 maggio 1994) è stata una designer tedesca.
Annelise Else Frieda Fleischmann, il suo nome da nubile, è stata una delle maggiori artiste tessili e grafiche. Sua madre proveniva da una famiglia nobile, detentrice di un'industria nel campo dell'editoria e suo padre era un mobiliere.

## Biografia
Durante la sua infanzia Anni fu affascinata dal mondo dell'arte, ma soprattutto dalle arti visive e grafiche. Ella dipinse durante la sua giovinezza e studiò sotto l'influenza impressionista dal 1916 al 1919. Durante quel periodo fu scoraggiata dai continui incontri con l'artista Oskar Kokoschka, che vedendo un dipinto della giovane artista le chiese bruscamente: “Perché dipingi?”. 
Alla fine Anni decise di frequentare una scuola d'arte; le sfide per uno studente d'arte erano spesso brillanti ma sicuramente comportavano dure condizioni di vita.
Tale stile di vita, così duro, si contraddistingueva dall'accogliente e confortevole modo di vivere che l'aveva sempre circondata. Nel 1920 Albers frequentò per soli due mesi la Kunstgewerbeschule in Amburgo, ma alla fine, nell'aprile del 1922, si fece strada verso la Bauhaus nella città di Weimar.
Nella Bauhaus di Walter Gropius, Anni iniziò il suo primo anno sotto Georg Muche e successivamente sotto Johannes Itten (ricordato come il teorico del colore). 
Le donne erano escluse da specifiche discipline insegnate all'interno della scuola (come l'architettura) e proprio durante il secondo anno, impossibilitata a entrare in un workshop sul vetro col suo futuro marito, Josef Albers, Anni Albers indirizzò a malincuore la sua scelta verso la tessitura. Con la sua insegnante, Gunta Stölzl, tuttavia, imparò velocemente ad amare le sfide legate alla costruzione tattile della tessitura.
Nel 1925 Anni e Josef Albers si sposarono. Josef divenne rapidamente un “Junior Master” della Bahaus. 
Sempre nello stesso anno la scuola si spostò a Dessau e una nuova attenzione sulla produzione rispetto all'artigianato del Bauhaus direzionò Albers a sviluppare molte uniche e funzionali tecniche di tessitura che combinavano le proprietà di riflessione della luce, l'assorbimento del suono, la durabilità e il ridurre al minimo la tendenza dell'orditura al corrugamento/deformazione.
Parecchi dei suoi disegni furono pubblicati e ricevette molti contratti per degli arazzi. Per un periodo Albers fu una studentessa di Paul Klee, e successivamente, quando Gropius lasciò Dessau nel 1928, Josef e Anni si spostarono nei quartieri di Kandinsky e di Klee per insegnare. In questo tempo la vita dei coniugi Albers iniziò ad essere caratterizzata da lunghi viaggi, soprattutto in Italia, Spagna e alle Canarie.
La Bauhaus a Dessau fu chiusa nel 1932 sotto la pressione del regime nazista e la sede si spostò per un breve periodo a Berlino. Fu chiusa definitivamente l'anno successivo, nell'agosto del 1933. Annie e Joseph furono invitati da Philips Johnson ad insegnare nello sperimentale Black Mountain College, in Carolina del Nord. Essi arrivarono nel mese di novembre del 1933.
Entrambi insegnarono alla Black Mountain sino al 1949. Durante questi anni le loro tessiture furono oggetto di esibizioni in diversi luoghi degli USA.
Anni pubblicò molti articoli sul design tessile, culminando il suo successo con la mostra nel 1949 al Museum of Modern Art. Fu la prima artista nel suo genere esposta al MoMA; la sua mostra iniziò in autunno e girò per gli USA dal 1951 sino al 1953, affermando gli Albers come i più conosciuti tessitori del tempo.
Durante questi anni, Anni e Josef fecero anche molti viaggi in Messico e e in America, divenendo importanti collezionisti di opere d'arte precolombiane.
Dopo aver lasciato Black Mountain nel 1949, Josef Albers ottenne la cattedra al dipartimento di Design a Yale, e sua moglie Anni si trasferì con lui in Connecticut e per la prima volta iniziò a lavorare da casa sua.
Dopo essere stata assunta da Gropius per la progettazione di una serie di copriletti e altri prodotti tessili per Harvard, e in seguito, per l'esposizione del MoMA, Anni Albers negli anni Cinquanta lavorò a motivi grafici su tessuto riproducibili in larga scala (creando la maggior parte delle sue tessiture "pittoriche”) e alla pubblicazione di alcuni articoli e una raccolta di scritti sulla progettazione intitolata “On Designing”.
Nel 1963, mentre era all'officina di litografia “Lithography Tamarind” a Los Angeles per una sua conferenza di Josef, Anni cominciò a conoscere le procedure della stampa a incisione. Si appassionò rapidamente a questa tecnica consacrando, successivamente, la maggior parte del suo tempo alla litografia e serigrafia.